# Thomas Archer Hirst
Thomas Archer Hirst FRS (22 de abril de 1830 — 16 de fevereiro de 1892) foi um matemático inglês.
Foi laureado com a Medalha Real de 1883.

## Obras
- Ueber conjugirte Diameter im dreiaxigen Ellipsoid. Inaugural-Dissertation, welche mit Genehmigung der philosophischen Facultät zu Marburg zur Erlangung der Doctorwürde einreicht Thomas Archer Hirst aus England. Marburg, Druck und Papier von Joh. Aug. Koch. 1852. [20 pages].